# Пелагонијски регион
Пелагонијски статистички регион (мкд. Пелагониски плански регион) јесте једна од 8 статистичких региона Северне Македоније. Управно средиште области је град Битољ.

## Положај
Пелагонијски статистички регион се налази у јужном делу земље и има државну границу на југу са Грчком. Са других страна област се граничи са другим областима:
- север и исток — Вардарски регион
- запад — Југозападни регион

## Општине
- Општина Битољ
- Општина Демир Хисар
- Општина Дољнени
- Општина Кривогаштани
- Општина Крушево
- Општина Могила
- Општина Новаци
- Општина Прилеп
- Општина Ресан

## Становништво
Пелагонијски статистички регион имао је по последњем попису из 2002. г. 238.136 становника, од чега у самом граду Битољу 74.550 ст.
Кретање броја становника:
| Година пописа | Становништво | Промена |
| ------------- | ------------ | ------- |
| 1994.         | 214.709      | н/п     |
| 2002.         | 238.136      | +10.91% |

Према народности састав становништва 2002. године био је следећи:
|           | Број    | Постотак |
| Укупно    | 238.136 | 100%     |
| Македонци | 204.471 | 85,9%    |
| Албанци   | 11.634  | 4,9%     |
| Роми      | 7.230   | 3,0%     |
| Турци     | 7.150   | 3,0%     |
| Бошњаци   | 2.380   | 1,0%     |
| Власи     | 2.307   | 1,0%     |
| Срби      | 713     | 0,3%     |
| остали    | 2.251   | 1,0%     |